# Goniocraspedon mistura
Goniocraspedon mistura är en fjärilsart som beskrevs av Swinhoe 1891. Goniocraspedon mistura ingår i släktet Goniocraspedon och familjen nattflyn. Inga underarter finns listade i Catalogue of Life.